# Kamenez
Kamenez oder Kamjanez (belarussisch Ка́мянец, russisch Ка́менец, polnisch Kamieniec Litewski) ist eine Kleinstadt im Westen von Belarus nahe der Grenze zu Polen. Die Einwohnerzahl betrug im Jahr 2015 8425. Historisch wurde die Stadt bis 1940 auch als Kamenez-Litowskij bezeichnet, um sie von der Stadt Kamenez-Podolskij in der Ukraine zu unterscheiden.

## Lage

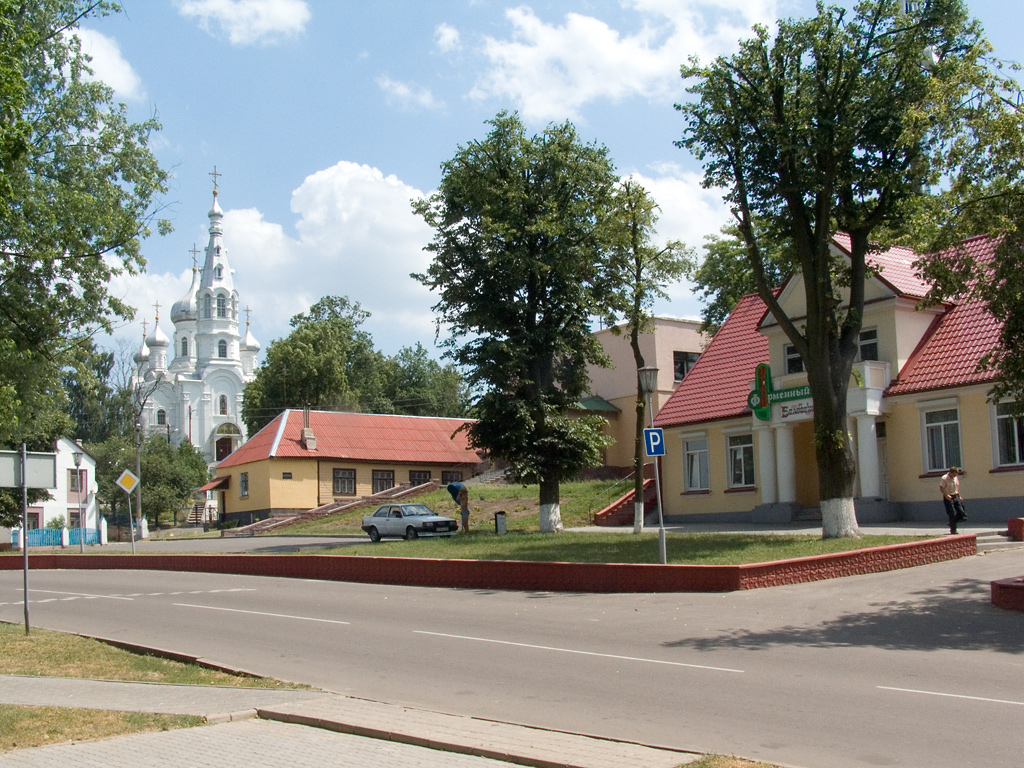
Stadtzentrum mit Kirche des Hl. Simjon

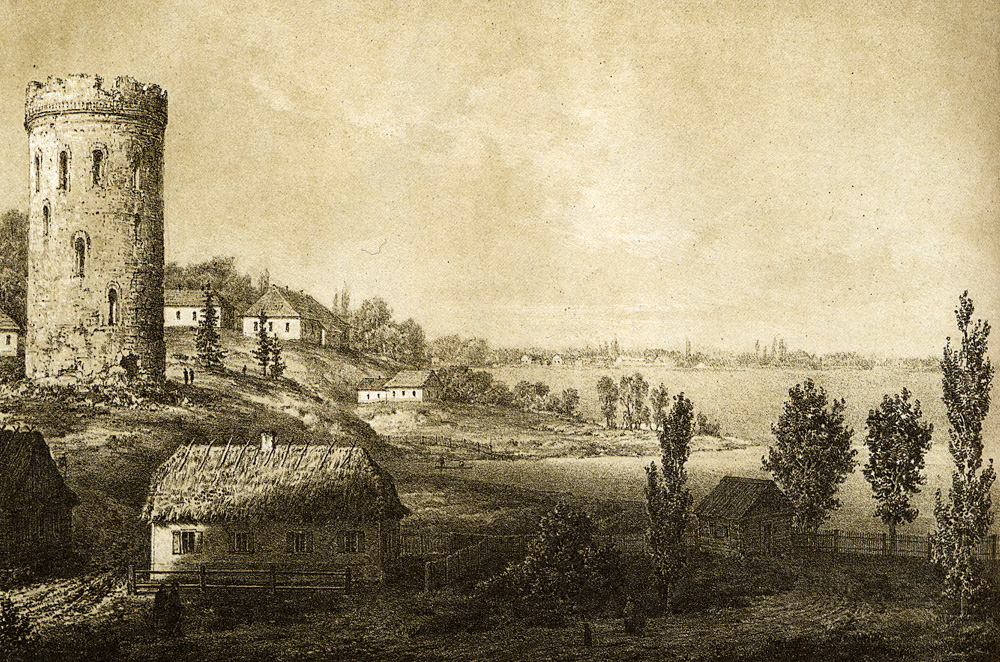
Kamenez.
Maler Napoleon Orda, 1876

Kamenez liegt rund 33 Kilometer nördlich von Brest am Ufer der Ljasnaja in der Breszkaja Woblasz und ist der Hauptort des Rajons Kamenez.

## Geschichte
Die Stadt wurde erstmals in der Galizisch-Wolhynischen Chronik aus dem Jahr 1276 erwähnt. Um diese Zeit wurde die Burg mit dem erhaltenen Weißen Turm errichtet (von der slawischen Bezeichnung des Turms wird die Benennung des Białowieża-Urwalds abgeleitet). 1366 erfolgte die Eingliederung in das Großherzogtum Litauen. 1376 wurde der Ort durch die Kreuzritter des Deutschen Ordens niedergebrannt, aber bald wieder aufgebaut. 1503 erhielt der Ort Selbstverwaltungsrechte, vermutlich nach Magdeburger Recht. In der Dritten Polnischen Teilung kam Kamenez an Russland.
Kamenez gehörte von 1921 bis 1939 als Kamieniec Litewski zur Zweiten Polnischen Republik. 
Die vermutlich im 18. Jahrhundert erbaute Synagoge von Kamenez ist inzwischen zerstört. Die jüdische Bevölkerung wurde nach der Besetzung durch das Deutsche Reich bei der Zerstörung des 1941 eingerichteten Ghettos im Jahr 1942 größtenteils vernichtet. 1945 wurde die Stadt Teil der Weißrussischen SSR und nach dem Zerfall der Sowjetunion 1991 des unabhängigen Belarus. Nach dem Zweiten Weltkrieg entstand eine kleine nahrungsmittelverarbeitende Industrie.

## Sehenswürdigkeiten

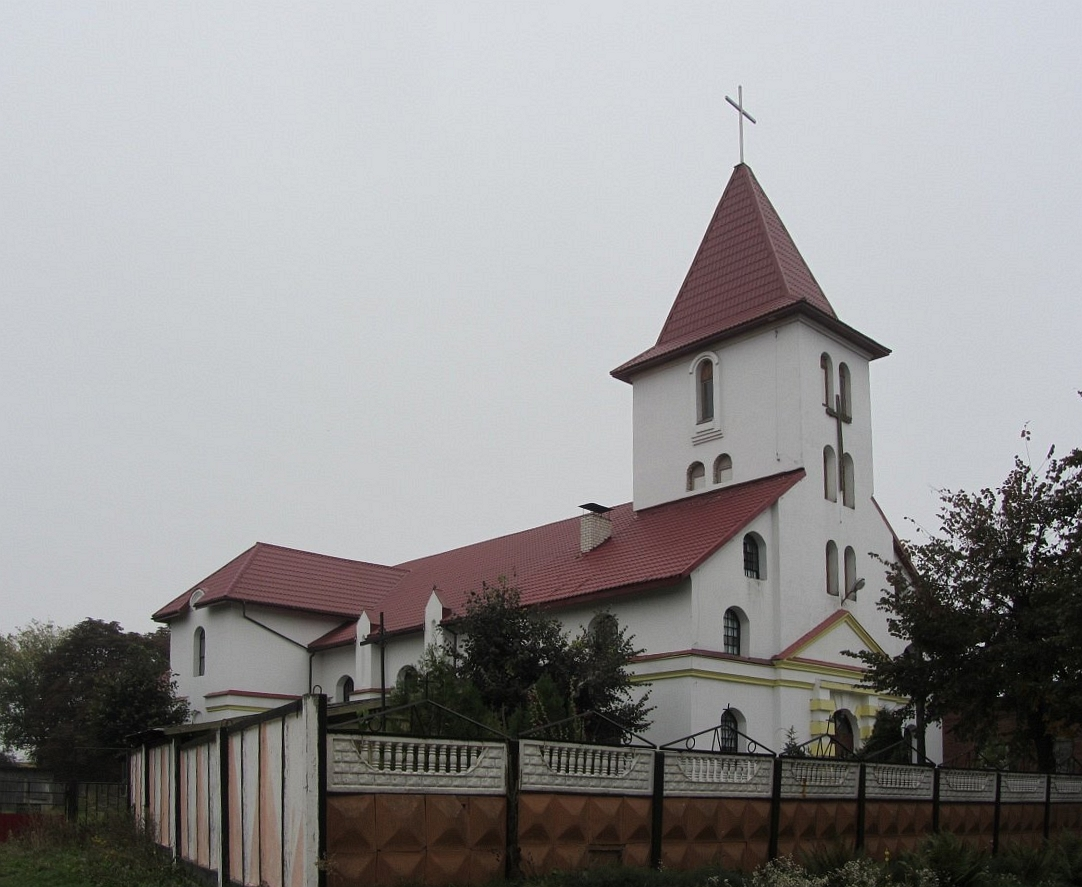
Die Peter- und Pauls-Kirche

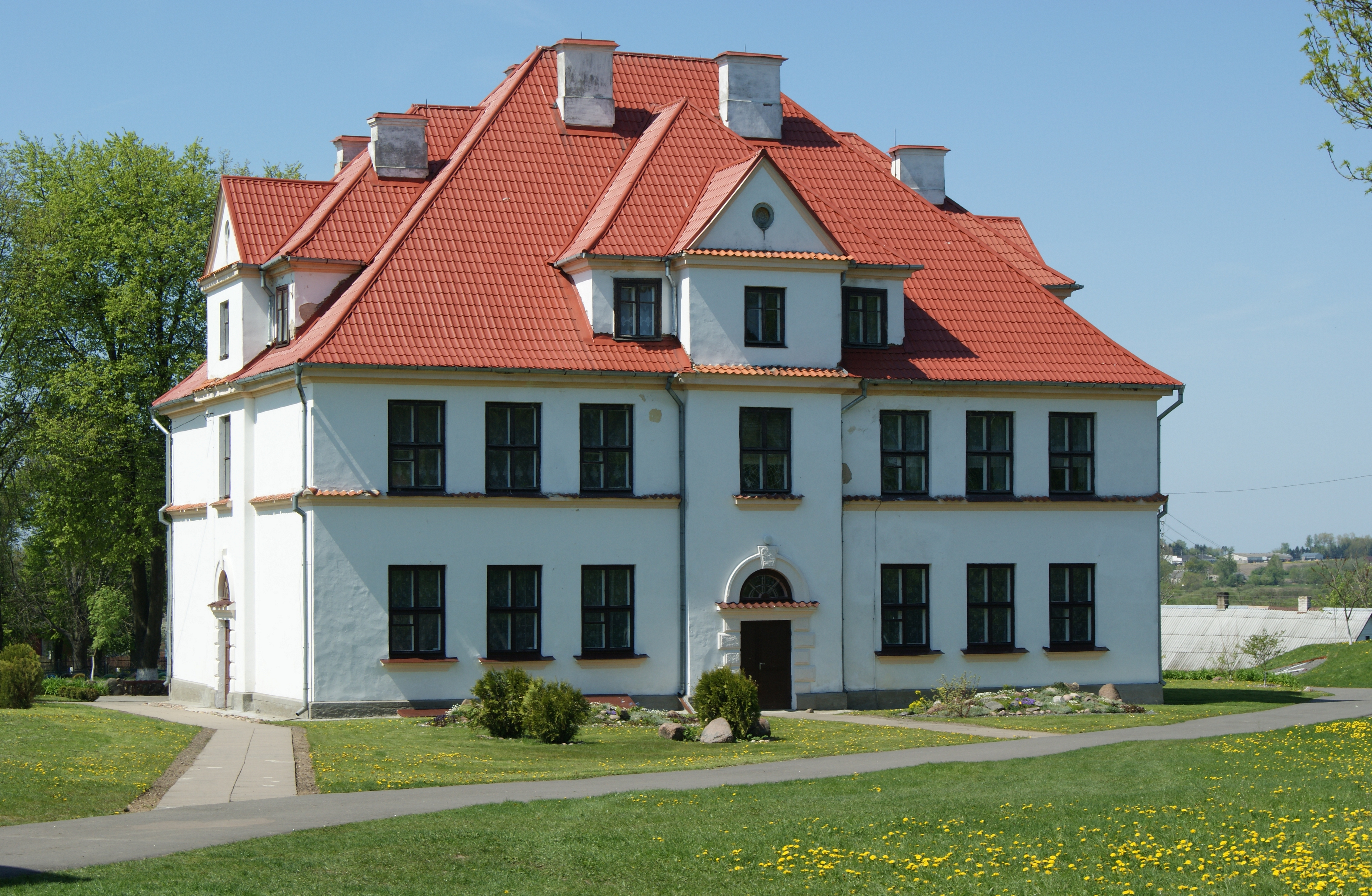
Gymnasium

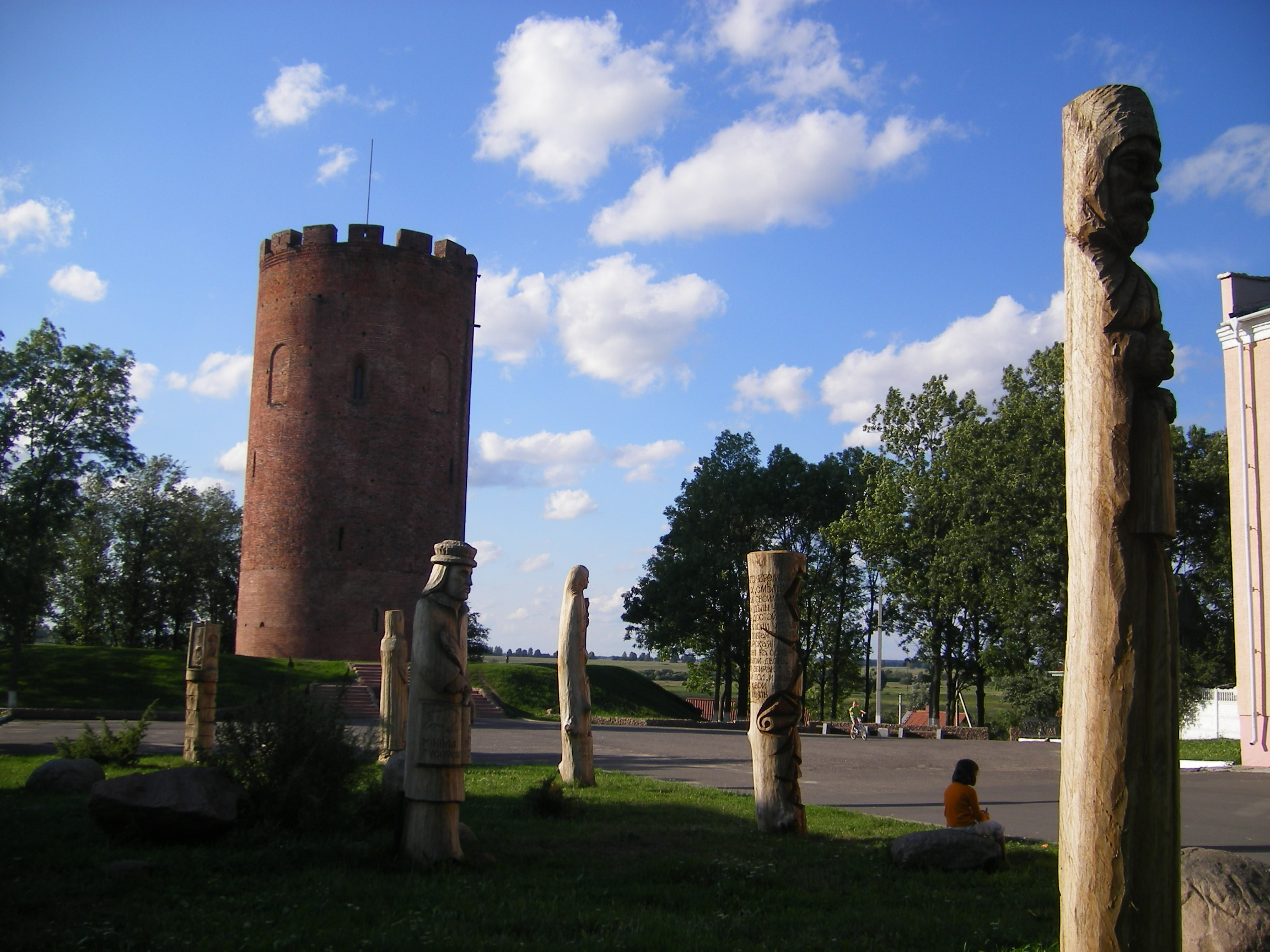
Turm von Kamenez

- gegen Ende des 13. Jahrhunderts errichteter, 1903 restaurierter Turm der im Polnisch-moskowitischen Krieg 1654–1667 zerstörten Burg, in dem sich seit 1960 ein Museum befindet
- orthodoxe Kirche des Heiligen Simjon im neorussischen Stil aus den Jahren 1912 bis 1914
- katholische Peter- und Pauls-Kirche
- denkmalgeschütztes Gebäude des Gymnasiums aus der Zeit um 1920

## Söhne und Töchter der Stadt
- Pawel Lyschyn (* 1981), Kugelstoßer
- Sjarhej Kisljak (* 1987), Fußballspieler